# Nadmierna potliwość
Nadmierna potliwość (łac. hyperhidrosis) – stan, w którym dochodzi do nadmiernej produkcji potu.

## Klasyfikacja
Rozróżniamy nadmierną potliwość:
- pierwotną
  - ogniskową (pocenie dotyczy określonych części ciała)
  - ogniskowa nadmierna potliwość dłoni i/lub stóp
  - ogniskowa nadmierna potliwość pach
  - ogniskowa nadmierna potliwość twarzy
  - uogólnioną (pocenie dotyczy całego ciała)
- wtórną – wskutek innych chorób
  - przewlekłe zakażenia (gruźlica, bruceloza – charakterystyczne są nocne poty)
  - choroby endokrynologiczne (cukrzyca, nadczynność tarczycy, hipoglikemia)
  - choroby nowotworowe (białaczka, ziarnica złośliwa, chłoniak, guz chromochłonny)
  - zaburzenia neurologiczne (zaburzenia czynności układu autonomicznego w różnych jednostkach chorobowych), jamistość rdzenia, akromegalia
  - zatrucia (inhibitory acetylocholinoesterazy, pestycydy)
  - obturacyjny bezdech senny – nadmierny wysiłek oddechowy w czasie bezdechów[1]

## Leczenie
- odpowiednia higiena ciała
- jontoforeza wodą w przypadku potliwości dłoni stóp lub pach
- antyperspiranty
  - w postaci gotowych kosmetyków
  - środki zawierające chlorek glinu
- leki cholinolityczne (pochodne atropiny z uwagi na nasilone działania uboczne nie są polecane)
- klonidyna
- toksyna botulinowa
- metody chirurgiczne (w przypadku nadmiernej potliwości pach – liposukcja lub wyłyżeczkowanie pachowych gruczołów potowych)
- sympatektomia pnia współczulnego - na przykład metodą endoskopową (ETS, od ang. endoscopic thoracic sympathectomy)

## Klasyfikacja ICD10
| kod ICD10     | nazwa choroby                   |
| ------------- | ------------------------------- |
| ICD-10: R61   | Nadmierne pocenie               |
| ICD-10: R61.0 | Nadmierne pocenie miejscowe     |
| ICD-10: R61.1 | Nadmierne pocenie uogólnione    |
| ICD-10: R61.9 | Nadmierne pocenie, nieokreślone |